# Balduí della Scala
Balduí della Scala fou el primer membre de la família dels Scaligeri o Della Scala que va ocupar un càrrec destacat. Es creu que era d'origen alemany i fou cònsol de Verona el 1147. Va morir després del [1166]. Fou pare de Gerardo, Isnardino i Pietro.